# Distrito de Manatuto
Manatuto es uno de los 13 distritos administrativos de Timor Oriental, localizado en la zona central del país, abarcando la costa norte y sur de la isla. Al norte limita con el mar del Estrecho de Wetar; al este con los distritos de Baucau y Viqueque; al sur con el Mar de Timor y al oeste con los distritos de Manufahi, Aileu e Dili.
Posee 38 580 habitantes (censo de 2004) y un área de 1706 km². Su capital es la ciudad de Manatuto.
El distrito de Manatuto es similar al concejo del mismo nombre de la época del Timor Portugués e incluye los subdistritos de Barique-Natarbora, Laclo, Laclubar, Laleia, Manatuto y Soibada.
Además de las lenguas oficiales de Timor Oriental - tetun y portugués - en Manatuto gran parte de la población habla también galoli, idioma reconocido con el estatuto de "lengua nacional" por la Constitución.
- Datos: Q860630
- Multimedia: Manatuto (Municipality) / Q860630